# 社会的比較理論
社会的比較理論は、1954年に社会心理学者レオン・フェスティンガーによって提唱された。社会的比較理論は、自己評価を正確に把握するために、各個人の内部にひとつの衝動があるという人の習慣に焦点をあてている。個々人がどのように彼ら自身の意見や能力を評価し、自己を定義づける方法を学習するのかを説明する理論のひとつである。具体的には、個々人が、自身を他者と比較することによって、これらの諸領域における不確実性を低減させる、という理論である。
初期の理論によれば、研究は自己高揚手段として、社会比較に焦点をあてて開始され、下方比較と上方比較の概念を紹介し、社会比較の動機の研究へと拡張していった。

## 初期の枠組み
当初の理論では、フェスティンガーは9つの仮説を提出した。第一は、人間は、自身の意見と能力を他者と比較する基本的衝動を持っており、非社会的な意味での対象物を通して自身を評価する、というものである（仮説I）。第二は、もし、非社会的意味での対象物が無い場合、人は、自身の意見や能力を他者と比較することで評価する、というものである（仮説II）。第三は、人は、彼らの間の意見や能力の相違がより多様になるにつれて、他者との比較を行う傾向が低下する、という仮説である。言い換えれば、もし、ある人が、あなたとは大きく異なっている場合、あなたは、他者とは比較したがらない、ということである（仮説III）。第四は、能力に関しては上昇方向への衝動があり、意見に関しては、その衝動は大きくは存在しない、というものである。この衝動は、よりよいことを行うことに価値が置かれている点に注目している（仮説IV）。第五は、能力に関しては、人がそれを変えることを困難にするか、或いは、不可能にするような非社会的抑圧が存在し、意見に関してはそのような抑圧は大きくは見られない、とするものである。言い換えれば、人は望む時に意見を変えることができるが、どんなにやる気があろうと、それは能力向上には関係がなく、他の要素が向上を不可能にすることがある、というものである（仮説V）。第六は、他者との比較の中止は、敵意を伴ったり、或いは、他者との比較を続ける範囲の逸脱は不愉快な結果を意味する、というものである(仮説VI)。第七は、特殊な意見や能力に関して、特殊な集団の重視を増加させるどのような要因であれ、その集団の内部の意見や能力に関する均一化の圧力を増大させる、というものである。評価者と比較集団の間で食い違いがある場合、お互いに他者を説得しようとすることで相違を縮小させる傾向がある。或いは、均一化のために、個人的な意見を変える傾向がある。しかしながら、比較集団に関して重要かつ関係が深く、注目すべき点は、均一性への圧力を介して、その集団にとっての根源の動機へ影響を与える、ということである（仮説VII）。第八の仮説は、彼自身の意見や能力と比べて多様な（意見や能力を持つ）人びとが、多様な属性の点で彼自身とは異なっていると認識された場合、比較する範囲を狭める傾向を強める、という仮説である（仮説VIII）。最後の仮説は、集団に、能力や意見の範囲がある場合、均一化への圧力は、関連性の強度により異なっている、というものである。即ち、その集団のモードから遠い者から、集団のモードに近い者とで異なるのである。モードに近い者は、他者の位置づけを変えることを強める傾向があり、比較の範囲を狭めることや、彼ら自身の意見を変えるのを弱める傾向がある（仮説IX）。

## 理論の進展
理論の登場以降、初期の枠組みには幾つかの進展があった。社会的比較の根底ある動機や社会的比較の特殊なタイプを理解するための鍵となる発展がなされた。比較に関する動機は、自己高揚や 積極的な自己評価の維持、評価と属性の要素や 閉鎖の回避を含んでいる。一方、フェスティンガーの当初の概念にも変更が見られる。

### 自己評価と自己高揚
ThortonとArrowood(1966)によれば、社会的比較の二つの機能として自己評価と自己高揚がある （Singerの分類では'評価（evaluation）'と '自己評価（validation of the self）'が分けられている）。これらが社会的比較における人びとがどのように関わっているのかを動機づけている。
後の理論的進展により 自己高揚は、自己問診en:self-assessment、自己検証en:self-verification、自己改善en:self-improvementなど 4つの自己評価動機のひとつとされている。

### 上方比較・下方比較
Willsは1981年に下方比較の概念を提唱した。下方比較とは、人が自己評価の意味として使う防御的な傾向のことである。下方比較においては、個々人が他の個人や比較集団を、知覚される同質性よりも解離させるために、及び、彼ら自身や彼らの個人的な状況をより良く感じるために、より悪く考えられていると見なす。社会的比較研究は、上方比較における優越感や、より良い他者との比較は、自尊心が（相対的に）低め、一方、下方比較は自尊心を上げることが出来る。下方比較理論は、自身の主観的幸福度を増大させる点において、比較の積極的効果を強調する 。例えば、乳がん患者達は、彼ら自身よりも、より不幸な多数派の比較集団を作り出す、という現象が見出されている。
人びとは、彼らの個人的現実を積極的に認識するように、或いは彼ら自身の認識を改善する為に、彼ら自身よりもよいと彼らが認識する他の集団を意識的・無意識的に上方比較集団として作るのである。一つの上方比較において、人びとは、彼ら自身をエリートや優れている者の一部だと信じたがり、比較集団と、彼ら自身の共通点を示す集団を作ることを望むのである。上方比較は、改善への示唆を供給するという見解も提唱されている。ある研究では、乳がん患者が下方比較を行う一方で、彼らがより幸福な他者に関する情報を参照を示していることを見出している。
要約すると、下方比較は自身達について、心地よさを感じさせる傾向があり、上方比較は、より高い達成や研究を我々に動機づける傾向がある。

### 競争
個々人は、能力の観点では上方志向があるので、社会的比較では、お互いに同格の競争者を見出す。この点に関して、比較の心理学的意義は、個人の社会的地位や彼らの能力が評価されている文脈に依存している。

#### 社会的地位
社会的比較から結論づけられる競争とは、より高い社会的地位に関連していると考えられる。なぜなら、より多くの地位にある個人は、それを失う機会もまた多いからである。ある研究では、次のようなことを行なった。授業の学生が、チャンスに応じてボーナスポイントを贈られるとし、一部の学生のグレードは上昇し、残りの学生のグレードは同じところに留まる、とした。このプログラムでは、学生はポイントを失うという事実が無い（増加するだけである）にもかかわらず、高い地位にある学生は、プログラムに反対する傾向があり、分配不公平性が認識されたとレポートする傾向があった。これは、社会的な下方流動性への嫌悪の認知症状であり、個人より社会的地位を持つ時により心理学的意義を持つと考えられている。

#### 基準
個人が評価される時、意味のある基準がある。例えば学術研究室内でランク付けされる学生のように。そこでは、業績の基準への近接が増加するのに応じて、競争も増加するとされる。唯一つの意味のある基準がトップである場合、高いランクにいる個人は、彼らの同格者に対してもっとも競争的となり、中位のランクは、その同格者と、下位のランクの者は、そのランクの同格者と競争的となる。しかしながら、高位と下位のランクが重要性を持つ場合には、高低両ランクの個々人が同位の競争関係となり、中位ランクの個人よりも、より競争的となる。

### 社会的比較論のモデル
社会的比較理論において、en:Self-Evaluation Maintenance Model (SEM) Proxy Model、en:Triadic Modelやen:Three-Selves Modelなどを含むいくつかのモデルが提唱されてきた。

#### 自己評価維持モデル
自己評価維持モデル（Self-Evaluation Maintenance Model（SEM））とは、我々の自己評価を維持し、向上するために、我々は比較を行う、というもので、比較者間の対立プロセスやその反映に焦点を置いている
エイブラハム・テッサーは自己評価の動態分析を行ない、幾つかの形式を求めた。社会慣習の社会評価維持モデルは、人の自己評価が、他者の驚異的な業績へと繋がる点に注目したものである。それは、他者の良い業績が自己評価へのテコとして作用する場合や、"栄光を浴びること（basking in reflected glory）"や、比較をつうじて自己評価が脅かされるような幾つかの条件を描き出している。

#### 代替モデル
代替モデルは、馴染みの無い何かに成功するかどうかを予想するモデルである。例えば、ある人が、その業務に成功するか慣れているかどうかが、新しい別の業務を行った場合に成功するかどうか、という分析を通じて、能力に基づく代替は評価されるのか、「私はXを行うことができる」という疑問に関係するのか、を検討する。代替比較は以前の属性に基づいている。比較者の意見と、予備業務において代替者が最大限の努力を行うことができるかどうかが、彼または彼女の意見に影響を与える変数となる。

#### 三組モデル
三組モデルは、社会的比較理論の属性要素に基づいている。社会的比較の意見は3つの異なった評価設問から最上の検討がなされると提唱するもので、3つの設問とは、選好評価（preference assessment）（例：“私はXを好きなのか？”）、信念評価（belief assessment）（例：“Xは正しいか?”）、選考予測（preference prediction）（例：“私はXを好きになるか？”）である。このモデルにおいて最も意味のある比較は、既に代替を経験したことのある人物や過去の選考や関連する属性に一貫した人物に関して行う場合である。

#### Three-Selves Model
Three-Selves Modelは、社会的比較理論は、2つの異なった理論から構成される、という提唱である。最初の理論は、動機と要因を展開したもので、要因は、人びとが周囲の環境から得られる社会的比較の情報のタイプに影響するというもの。二つ目の理論は、自己評価とその要因に関するもので、要因は、自己判断に関し、社会的比較の効果に影響するというものである。比較の動機の領域の研究が多くある一方、比較の評価の領域についての研究は少ない。自己は、現在の判断の文脈に依存する、アクセス可能な相互に関連のある概念として知覚され、社会的認知理論（en:Social Cognitive Theory）から手がかりを得ており、このモデルは同化効果（en:Assimilation effect）を調査し、作業区分として3つの自己概念（en:Self-concept）を区別している（3つの自己概念とは、個人の自己（individual selves）、可能な自己（possible selves）、正しい自己（collective selves）である）。

## メディアへの影響
メディアは社会的比較理論に大きな役割を演じることを見出した。メディアの社会的効果を調査している研究者達は、多くの事例で、女性が、自身に関してより消極的な印象となる上方比較を行う傾向があるのを社会的比較理論が発見したのだとした。女性の多数は、日々社会思想のある形式に対して、彼女達自身を計量することで情報比較を行う機会を日々持っている。社会的比較は、同格者の間での外見に関する社会的期待について学んだり、これらの基準で自身を評価するための関連メカニズムとなった(Jones, 2001, P. 647)。
研究では、男性は上方比較を行うけれども、女性の方がより上方比較を行い、メディアで報道された現実に存在しない高い基準で自分達を比較する、ということも見出された。女性は、より力があり、成功し、痩せ型のスタイルの、主流メディアが形成するイメージに示されるように、彼女達は、魅力的な社会的外見の規範となるような理想を認識している。ある種の女性は自己の動機付けの目的のために積極的なマナーで上方比較を行うが、上方比較の大多数は、個人が、過少に感じたり、消極的な意味合いを持たせる時につかうのだと報告されている。

## 批判
フェスティンガーの類似性仮説に関して多くの批判が起こった。DeutschとKraussは、調査で証明されたように、人びとは実際には、彼らの行う比較において、他者との相違を探しているのであり、比較は、自己についての知識に変数を提供する為に重要なことなのだと批判した。曖昧さも同質性に関する重要な側面である。GoethalsとDarleyは、同質性の役割を明確化した。彼らは、人びとは、意見や性格や能力のような関連する属性に関して同質であることを比較するのであり、それは 価値判断のための信頼性を高めるためで、これらの属性に関する異質性は、彼らの信念が損なわれる時に参照されるのだと提唱した。

## 参考資料
1. 1 2 3 4 5 6 7  Festinger, L. (1954). A theory of social comparison processes. Human relations, 7(2), 117-140.
2. 1 2  Gruder, C. L. (1971). Determinants of social comparison choices. Journal of Experimental Social Psychology, 7(5), 473-489.
3. 1 2 3 4  Wills, T. A. (1981). Downward comparison principles in social psychology. Psychological bulletin, 90(2), 245.
4. ↑  Schachter, S. (1959). The psychology of affiliation: Experimental studies of the sources of gregariousness (Vol. 1). Stanford University Press.
5. 1 2 3  Suls, J., Miller, R. (1977). "Social Comparison Processes: Theoretical and Empirical Perspectives". Hemisphere Publishing Corp., Washington D.C. ISBN 0-470-99174-7
6. ↑  Tesser, A., & Campbell, J. (1982). Self-evaluation maintenance and the perception of friends and strangers. Journal of Personality, 50(3), 261-279.
7. 1 2  Goethals, G. R., & Darley, J. (1977). Social comparison theory: An attributional approach. In J. M. Suis & R. L. Miller (Eds.), Social comparison processes: Theoretical and empirical perspectives (pp. 86-109). Washington, DC: Hemisphere.
8. 1 2 3 4  Suls, J., Martin, R., & Wheeler, L. (2002). Social comparison: Why, with whom, and with what effect?. Current directions in psychological science, 11(5), 159-163.
9. ↑  Kruglanski, A. W., & Mayseless, O. (1990). Classic and current social comparison research: Expanding the perspective. Psychological bulletin, 108(2), 195-208.
10. 1 2 3  Tesser, A., Millar, M., & Moore, J. (1988). Some affective consequences of social comparison and reflection processes: the pain and pleasure of being close. Journal of personality and social psychology, 54(1), 49.
11. ↑  Gibbons, F. X. (1986). Social comparison and depression: Company's effect on misery. Journal of Personality and Social Psychology, 51(1), 140.
12. ↑  Wood, J. V., Taylor, S. E., & Lichtman, R. R. (1985). Social comparison in adjustment to breast cancer. Journal of personality and social psychology, 49(5), 1169.
13. ↑  Taylor, S. E., & Lobel, M. (1989). Social comparison activity under threat: Downward evaluation and upward contacts. Psychological review, 96(4), 569-575.
14. ↑  Chen, P. & Garcia, S. M. (manuscript) "Yin and Yang Theory of Competition: Social Comparison and Evaluation Apprehension Reciprocally Drive Competitive Motivation". link.
15. ↑  Burleigh, T. J., Meegan, D. V. (2013). Keeping up with the Joneses affects perceptions of distributive justice. Social Justice Research, doi:10.1007/s11211-013-0181-3.
16. ↑  Garcia, S. M., & Tor, A. (2007). Rankings, standards, and competition: Task vs. scale comparisons. Organizational Behavior and Human Decision Processes, 102(1), 95–108. doi:10.1016/j.obhdp.2006.10.004
17. ↑  Garcia, S. M., Tor, A., & Gonzalez, R. (2006). Ranks and rivals: a theory of competition. Personality & Social Psychology Bulletin, 32(7), 970–82. doi:10.1177/0146167206287640
18. ↑  Wheeler, L., Martin, R., & Suls, J. (1997). The proxy model of social comparison for self-assessment of ability. Personality and Social Psychology Review, 1(1), 54-61.
19. 1 2  Blanton, H. (2001). Evaluating the self in the context of another: The three-selves model of social comparison assimilation and contrast. In Cognitive social psychology: The Princeton symposium on the legacy and future of social cognition (pp. 75-87). Mahwah, NJ: Erlbaum.
20. ↑   Tesser, A., Social Psychology Network; http://tesser.socialpsychology.org/
21. ↑  Markus, H., & Wurf, E. (1987). The dynamic self-concept: A social psychological perspective. Annual review of psychology, 38(1), 299-337.
22. ↑  Strahan, E. J., Wilson, A. E., Cressman, K. E., & Buote, V. M. (2006). Comparing to perfection: How cultural norms for appearance affect social comparisons and self-image. Body Image, 3(3), 211-227.
23. ↑  Deutsch, M., & Krauss, R. M. (1965). Theories in social psychology (Vol. 2). New York: Basic Books.
24. ↑  Goethals, G. R., & Nelson, R. E. (1973). Similarity in the influence process: The belief-value distinction. Journal of Personality and Social Psychology, 25(1), 117-122.
25. ↑  Mettee, D. R., & Smith, G. (1977). Social comparison and interpersonal attraction: The case for dissimilarity. Social comparison processes: Theoretical and empirical perspectives, 69, 101.

## 読書案内
- Miller, K. (2005). Communication theories: Perspectives, processes, and contexts. New York: McGraw Hill.
- 高田利武,「青年の自己概念形成と社会的比較 : 日本人大学生にみられる特徴」『教育心理学研究』 41巻 3号 1993年 p.339-348, doi:10.5926/jjep1953.41.3_339, 日本教育心理学会
- 大久保暢俊 社会的比較による自己評価と対人関係」『東洋大学人間科学総合研究所紀要』 (10), 111-121, 2009-03, NAID 40016608265
- 高田利武, 「社会的比較の発達過程に就いて : 青年期から老人期に至る実証的知見の展望」『宮城學院女子大學研究論文集』 112号 p.1-38 2011年, doi:10.20641/00000124, NAID 110008671233, 宮城学院女子大学紀要編集委員会